# Dicoelia
Dicoelia  Benth., 1879 è un genere di piante della famiglia Phyllanthaceae.

## Tassonomia
Il genere comprende due specie:
- Dicoelia beccariana Benth.
- Dicoelia sumatrana Welzen